# Malachi Barton
Malachi Barton (* 10. März 2007) ist ein US-amerikanischer Schauspieler. Bekannt wurde er durch seine Rolle als Beast Diaz in der Disney-Channel-Serie Mittendrin und kein Entkommen.

## Leben
Barton war in diversen Werbekampagnen zu sehen. Seit 2016 spielt er eine Hauptrolle in der Serie Mittendrin und kein Entkommen.
Barton hat einen jüngeren Bruder.

## Filmografie
- 2012: Super Power Beat Down
- 2014: Workaholics (Fernsehserie, Episode 4x07)
- 2014: See Dad Run (Fernsehserie, 2 Episoden)
- 2011: Henry Danger (Fernsehserie, Episode 1x11)
- 2015: Instant Mom (Fernsehserie, Episode 3x14)
- 2016–2018: Mittendrin und kein Entkommen (Stuck in the Middle, Fernsehserie, 46 Episoden)
- 2019: Dora und die goldene Stadt (Dora and the Lost City of Gold)
- 2019: Camp Kikiwaka (Bunk'd, Fernsehserie, Episode 4x13)
- 2021: Das Geheimnis der Mumie (Under Wraps, Fernsehfilm)
- 2022–2023: Die Schurken von nebenan (The Villains of Valley View, Fernsehserie, 37 Episoden)
- 2022: Das Geheimnis der Mumie 2 (Under Wraps 2, Fernsehfilm)
- 2025: Zombies 4: Dawn of the Vampires